# Безавина
Безавина је насељено место у општини Велико Трговишће, Крапинско-загорска жупанија, Хрватска.

## Историја
До територијалне реорганизације у Хрватској била је у саставу старе општине Забок.

## Становништво
У попису становништва из 2011. године, Безавина је имала 108 становника.
| Број становника према пописима | Број становника према пописима | Број становника према пописима | Број становника према пописима | Број становника према пописима | Број становника према пописима | Број становника према пописима | Број становника према пописима | Број становника према пописима | Број становника према пописима | Број становника према пописима | Број становника према пописима | Број становника према пописима | Број становника према пописима | Број становника према пописима | Број становника према пописима |
| ------------------------------ | ------------------------------ | ------------------------------ | ------------------------------ | ------------------------------ | ------------------------------ | ------------------------------ | ------------------------------ | ------------------------------ | ------------------------------ | ------------------------------ | ------------------------------ | ------------------------------ | ------------------------------ | ------------------------------ | ------------------------------ |
| 1857                           | 1869                           | 1880                           | 1890                           | 1900                           | 1910                           | 1921                           | 1931                           | 1948                           | 1953                           | 1961                           | 1971                           | 1981                           | 1991                           | 2001                           | 2011                           |
| 173                            | 211                            | 228                            | 225                            | 233                            | 223                            | 223                            | 219                            | 205                            | 177                            | 175                            | 168                            | 167                            | 148                            | 136                            | 108                            |

Напомена: Раније исказивано под именом Безавина. Од 1900. до 1991. исказивано под именом Безовина.